# 739
Cette page concerne l'année 739  du calendrier julien. Pour l'année 739 av. J.-C., voir 739 av. J.-C.

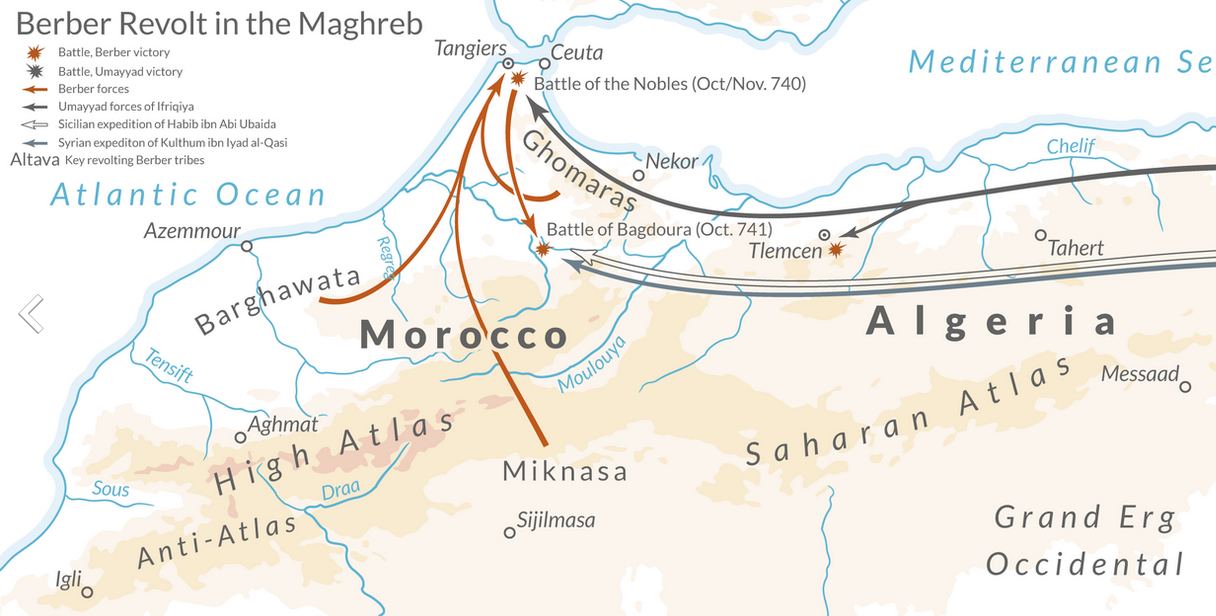
Grande révolte berbère entre 739 et 744

L'année 739 est une année commune qui commence un jeudi.

## Événements
- Début de la révolte des Berbères kharidjites au Maroc. Un ancien porteur d’eau de Kairouan, le chef Berbère Maysara, conduit une délégation auprès du calife Hicham pour présenter les doléances des Berbères : égalité dans le partage du butin et arrêt de la pratique qui consiste à éventrer les brebis pour obtenir la fourrure des fœtus[1]. Les plaintes parviennent au calife mais il ne donne pas de réponse, ce qui déclenche la révolte à Tanger (739-742).
- Bataille d'Akroinon : les Arabes qui avaient envahi l’Asie Mineure sont écrasés par le basileus Léon III l’Isaurien près d’Afyon Karahissar. L’Asie Mineure orientale est dégagée[2].
- Répression de la révolte contre la domination arabe en Sogdiane. Samarkand est placé sous l'autorité directe du gouverneur arabe de Balkh[3].
- Cinq révoltes coptes contre les impôts en Égypte de 739 à 773, durement réprimées[4].

### Europe
- 16 juin : le roi des Lombards Liutprand est en possession de Spolète. Il installe un certain Hildéric à la tête du duché. Thrasamund fuit à Rome auprès du pape Grégoire III son allié. Liutprand marche contre Rome et comme le pape refuse de lui livrer Thrasamund, le roi des Lombards prend les villes frontières de Ameria (Amelia), Horta (Orte), Polimartium (Bomarzo) et Blera. Le pape appelle Charles Martel à son secours. Alors alliè avec Liutprand, il refuse[5].

- Charles Martel soumet la Provence : les Arabes de Narbonne ont repris Arles et Avignon. Charles et son frère Childebrand descendent de nouveau la vallée du Rhône, soumettent la Provence (le patrice Maurontius est battu et doit s'enfuit dans les Alpes) et repoussent les Arabes avec l’aide des Lombards de Liutprand[6]. En 888, les Arabes interviendront de nouveau sur la côte provençale (Fraxinet).
- Début du règne d'Alphonse Ier le Catholique, roi des Asturies (fin en 757). Il reconquiert sur les Maures une partie de la Galice et du León. Il crée un glacis (les Champs Gothiques) jusqu’au Duero[7].
- Expédition musulmane contre la Sicile[8].
- Le légat pontifical Boniface réorganise l'Église de Bavière. Le duc des bavarois Odilon demande au pape la création d’un archevêché à Passau ayant autorité sur les évêchés de Salzbourg, Ratisbonne et Freising[9].
- Fondation de la première abbaye de Fultenbach en Bavière par l'évêque Wicterp d'Augsbourg [10].

## Décès en 739
- 7 novembre : Willibrord, moine anglo-saxon, évangélisateur de la Frise[11].

- Favila, roi des Asturies, tué par un ours.